# Criuleni
Criuleni (in russo Криулень) è una città della Moldavia capoluogo del distretto omonimo di 6 708 abitanti al censimento del 2014.
È situata nella parte più orientale della Repubblica di Moldavia, ai confini con la regione secessionista denominata "Repubblica Moldava della Transnistria" e dista 45 km dalla capitale Chișinău.

## Storia
La città è menzionata per la prima volta in un documento ufficiale nel 1607. In un documento dell'anno successivo si parla di un certo Vasile che dona parte del villaggio all'astronomo Nicolae Donici. La chiesa principale è datata 1814.

## Località
La popolazione urbana del comune consiste nei 7 138 abitanti della località Criuleni. Rientrano nei confini comunali anche le seguenti località:
- Ohrincea (1 012 abitanti)
- Zolonceni (192 abitanti)

## Economia
La maggioranza della popolazione è dedita all'agricoltura, in particolare alla viticoltura. Sono attive fabbriche di conserve e di produzione di vino.

## Amministrazione

### Gemellaggi
- Orăștie
- Sulechów